# GSG-9
GSG-9（独語読み：ゲー・エス・ゲー・ノイン、英語読み：ジー・エス・ジー・ナイン）は、ドイツの連邦警察（BPOL）の対テロ特殊部隊。ヨーロッパ諸国の同種部隊のなかでも主導的な立場にある部隊の一つである。
1972年9月、同年同月に発生したミュンヘンオリンピック事件を契機に、連邦国境警備隊（BGS）の指揮下にある第9国境警備群（Grenzschutzgruppe 9）として発足し、GSG-9はその略称であった。その後、「国境警備群」という部隊編成単位は使われなくなったが、本部隊はあまりに有名になったことから、2005年にBGSがBPOLに改編されたあとも同じ略称を使い続けられるように、部隊の正式名は連邦警察GSG-9（ドイツ語: GSG 9 der Bundespolizei）となった。
本部はザンクト・アウグスティンの連邦警察ノルトライン＝ヴェストファーレン州管理局に置かれている。

## 来歴
本部隊の創設の直接的な契機となったのが、1972年9月5日のミュンヘンオリンピック事件である。これは、パレスチナの過激派組織「黒い九月」が同年8月から開催されていたミュンヘンオリンピックの選手村にあったイスラエル選手団の宿舎を襲撃し、選手団のうち抵抗した2人を殺害して9人を人質に立て籠もったものであった。当時、西ドイツを含めてどの国にも対テロ作戦を専門とする部隊は設置されておらず、当局の対応は極めて混乱したものとなった。
当初の計画では、犯人グループの要求を受け入れたように見せかけて逃亡用の航空機を用意し、警察官をルフトハンザドイツ航空の乗務員に変装させて待ち伏せし、搭乗してきた犯人を制圧するとともに、機外に逃走する犯人は狙撃によって無力化することになっていた。しかし作戦の直前になって、乗務員に変装した警察官は作戦が危険すぎるとして任務を放棄してしまい、制圧任務は5人の射撃手に委ねられることになったものの、これらの警察官は射撃成績が優秀であるために選ばれただけで、特に狙撃手としての訓練を受けたわけではなく、与えられた武器も狙撃銃ではなく、アイアンサイトしかもたない通常の小銃であった。このため、犯人を速やかに無力化することができずに血みどろの銃撃戦になってしまい、最終的に、テロリスト8人のうち5人が射殺されたものの、人質は全員が死亡、更に警察官1人も死亡するという最悪の結末を迎えた。おまけにここで拘束したテロリスト3人も、翌月のハイジャック事件の際に釈放せざるをえなかった。
この事態を受けて、内務省（BMI）は直ちに対策の策定に入った。ドイツ連邦共和国基本法には、対テロ作戦における連邦軍の国内出動については規定がなく、議論が分かれるところであった。また仮に連邦軍にこのような精鋭部隊を設置した場合、ナチス・ドイツ時代の武装親衛隊のようなエリート部隊の復活と捉えられないかとも危惧されたことから、連邦政府の警備警察組織である連邦国境警備隊が設置母体となった。そしてウルリッヒ・ヴェーゲナー大佐を初代指揮官として、イギリス陸軍の特殊部隊SASおよびイスラエル国防軍のサイェレット・マトカルからの支援のもと、9月26日に創設されたのが本部隊である。

## 編制

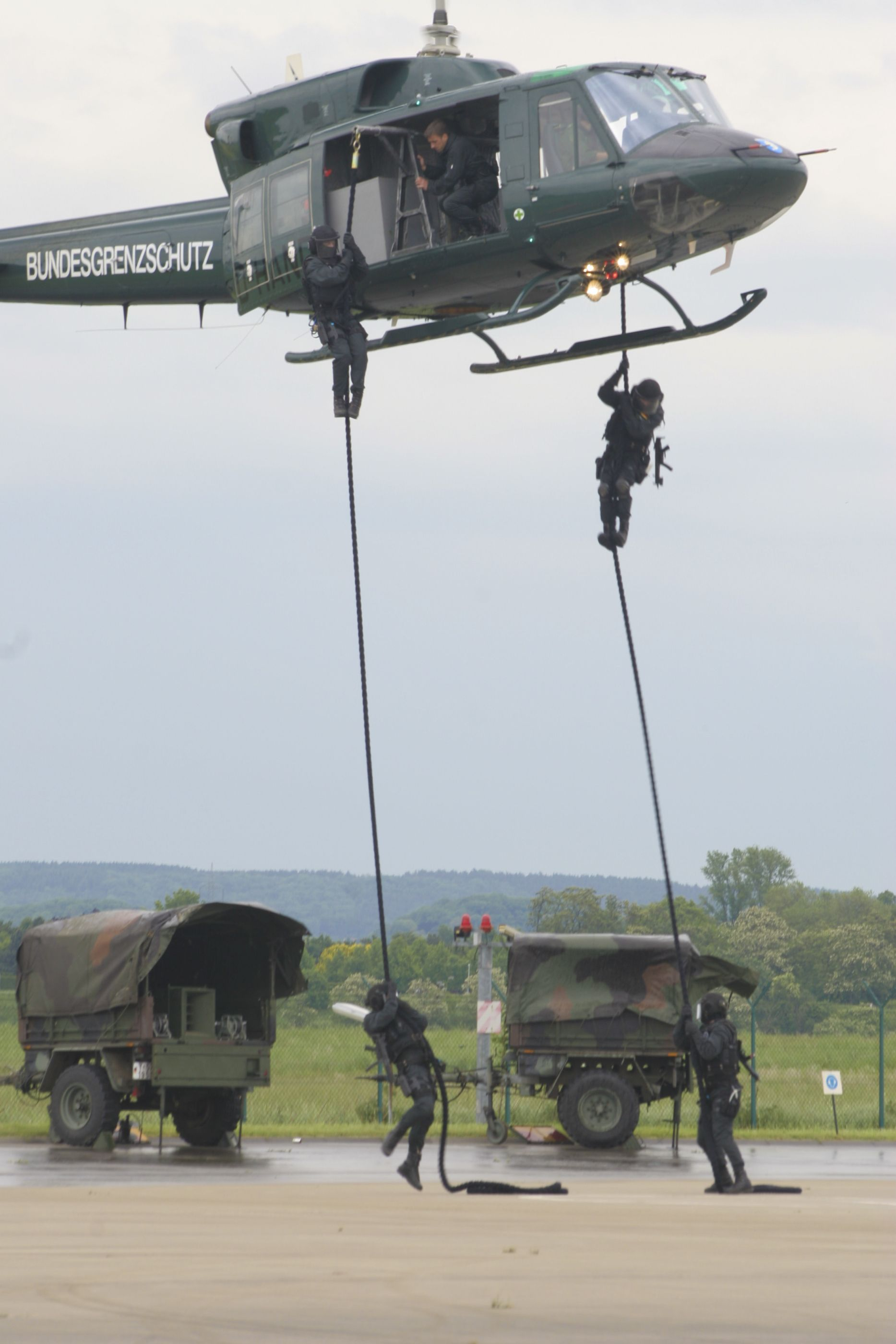
一般公開日にファストロープ降下を展示するGSG-9

本部隊は州警察の特別出動コマンド（SEK）や刑事警察の機動出動コマンド（MEK）と連携し、国家レベルの特殊部隊として、ドイツの警察に対テロ作戦能力を提供する。

### 組織
ヴェーゲナー大佐は、GSG-9を3つの戦闘中隊に分割した。隊員は、10ヶ月の基礎訓練課程を経て、これらの戦闘中隊に配属される。
第一中隊（GSG-9/1）
ハイジャックなどに対する人質救出作戦を主任務とし、狙撃手も擁している。
第二中隊（GSG-9/2）
戦闘潜水や潜水艇・小型舟艇などを用いた海洋対テロ作戦能力を備えている。海軍の戦闘水泳中隊（KSM）による訓練を受けている。
第三中隊（GSG-9/3）
高高度降下低高度開傘（HALO）や高高度降下高高度開傘（HAHO）を用いた空中機動作戦や挺進行動能力を備えている。
これらの戦闘中隊は、更に5名ずつの特殊作戦部隊（SET）に分かれている。

### 装備
ミュンヘンオリンピック事件直後にヨーロッパ各国で創設された対テロ部隊は、動作の確実性を評価して、回転式拳銃を個人武装として採用していた。これは本部隊も同様で、1977年のルフトハンザ航空181便ハイジャック事件の際には、ヴェーゲナー大佐は4インチ銃身のS&W M19、部下はS&W M66または自動式のH&K P9S、そしてH&K MP5短機関銃を携行していた。この作戦の際には、拳銃では瞬間制圧力が低くテロリストを無力化するのに手間がかかったのに対し、MP5の短連射を受けたテロリストは即座に行動不能になり、MP5の威力が強く印象付けられた。このため、GSG-9は、その後の作戦でMP5を愛用するようになっていった。またこの時期には、H&K HK69擲弾発射器やH&K HK512散弾銃も装備されており、1980年代にはH&K P7（PSP）拳銃も使われるようになっていた。
1990年代に入ると、犯罪者・テロリストの間でも防弾チョッキの普及が進んだこともあって、様々なバリエーションのH&K G36Cカービンが用いられるようになり、多くの場合サプレッサーを装着して使用していた。その後、同社のH&K HK416へと移行した。また拳銃もグロック17に更新された。
狙撃銃としてはミュンヘンオリンピック事件の教訓をもとに開発されたセミオートマチック式のH&K PSG-1を用いた他、2000年代からは新たに開発されたブルパップ方式のボルトアクション狙撃銃DSR-1も用いられた。その後、.338ラプア・マグナム弾を使用するPGM ミニヘカート.338を採用した。

## 活動史
1977年にパレスチナゲリラによる「ルフトハンザ航空181便ハイジャック事件」が発生。この事件において、GSG-9 はソマリアのモガディシュに着陸した航空機に強行突入を行い、わずか5分で犯人を制圧、人質全員を無事救出した。この事件は人質全員を無事救出したことから「モガディシュの奇蹟」とも呼ばれている。この活躍により、GSG-9は一躍有名になった。
1973年から2013年の40年間で、GSG-9は1,700件以上もの作戦を実施していた。しかし一般的なイメージと異なり、このうち銃器を使用したのは7回に過ぎず、多くの場合は、緻密に作戦を立案・実施して容疑者の選択肢を奪うことにより、発砲せずに事態を収束させていた。一方で、この期間に、作戦中に3人の殉職者が出た。このうち2人は、2004年にイラクで独大使館員を護衛中に車両がRPG-7の直撃を受け、戦死したものである。現在も１名の隊員が行方不明。
2009年海賊事件が多発する東アフリカ・ソマリア沖でドイツ船籍が海賊に乗っ取られた事件でも、独政府は拘束されていたドイツ船員らを救うためにGSG-9第2中隊を派遣したが、作戦実行の2日前に中止された。海賊の見張りが6人から35人に増え急襲への備えが行われていたことや、共同して作戦立案や演習を行った米国側から「危険な作戦だ」との助言を受けたことが理由とされる。
パリ同時多発テロ事件を受けてドイツも対テロ部隊の強化に動き、2015年12月にGSG-9を補完する新組織「BFE+」（証拠収集と逮捕チーム）を設立。2016年中に250人規模へ拡充することを計画している。

## 登場作品
『GSG-9 対テロ特殊部隊』
2007年3月から2008年5月までドイツの衛星ペイテレビ局Sat.1で放送されていた、同部隊を主軸にしたドラマ。
『こちら葛飾区亀有公園前派出所』
TVスペシャルにケペル大佐が率いるGSG-9部隊が登場する。
『パイナップルARMY』
漫画作品。「ブレークスルー:突入」でハイジャック事件に出動する。
『レインボーシックス』シリーズ
部隊を構成する隊員にはGSG-9出身者が含まれる。